# كزافييه ليون
كزافييه ليون (بالفرنسية: Xavier Léon)‏ هو فيلسوف فرنسي، ولد في 21 مايو 1868 في بولون-بيانكور في فرنسا، وتوفي في 21 أكتوبر 1935 في باريس في فرنسا.